# Bózsva
Bózsva is een plaats (község) en gemeente in het Hongaarse comitaat Borsod-Abaúj-Zemplén. Bózsva telt 224 inwoners (2001).